# Janusz Bałanda-Rydzewski
Janusz Bałanda-Rydzewski (ur. 8 czerwca 1931 w Gdyni, zm. 17 marca 2014 w Gdańsku) – polski artysta fotograf, fotoreporter, uhonorowany tytułem Artiste FIAP (AFIAP). Członek rzeczywisty i Artysta Fotoklubu Rzeczypospolitej Polskiej (AFRP). Członek rzeczywisty i prezes Zarządu Okręgu Gdańskiego Związku Polskich Artystów Fotografików. Członek Stowarzyszenia Dziennikarzy Polskich. Członek Stowarzyszenia Marynistów Polskich.

## Życiorys
Janusz Bałanda-Rydzewski był zawodowo i twórczo związany z morzem, związany z gdańskim środowiskiem fotograficznym – mieszkał, pracował i tworzył w Gdańsku, fotografował od wielu lat. Jako fotoreporter współpracował (m.in.) z Centralną Agencją Fotograficzną, Europa Press, Centralnym Muzeum Morskim, Dziennikiem Bałtyckim, Morzem, Panoramą Północy. Miejsce szczególne w jego twórczości zajmowała tematyka związana z morzem, fotografia marynistyczna; był jednym z fotoreporterów Solidarności, twórcą obszernej dokumentacji fotograficznej z działalności polskiej opozycji (m.in. z okresu strajków sierpnia '80 oraz stanu wojennego w Polsce 1981–1983). 

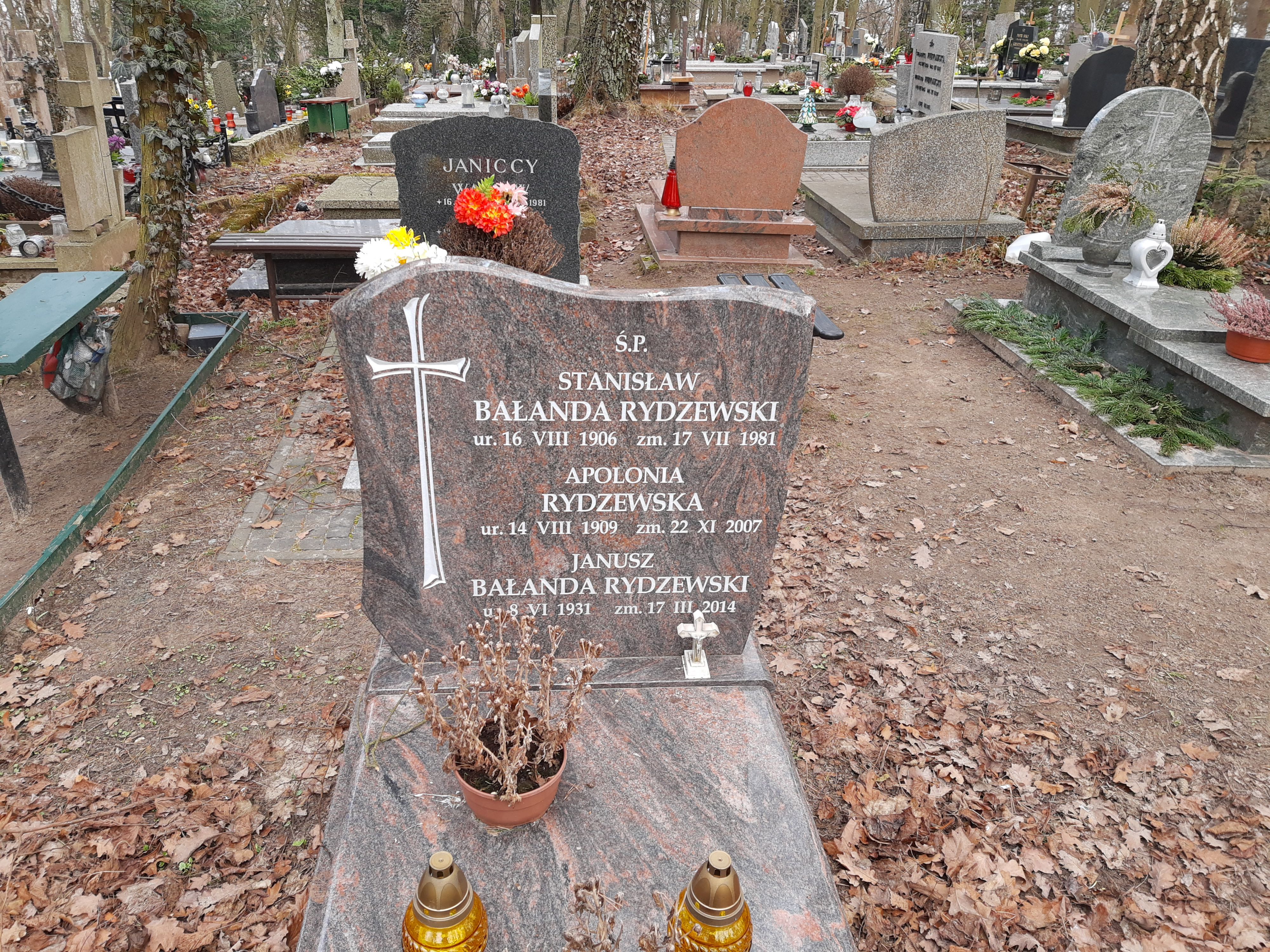
grób Janusza Bałandy-Rydzewskiego na cmentarzu komunalnym w Sopocie

Janusz Bałanda-Rydzewski jest autorem i współautorem wielu wystaw fotograficznych; indywidualnych i zbiorowych – krajowych i międzynarodowych – w Polsce i za granicą. Brał aktywny udział w Międzynarodowych Salonach Fotograficznych, organizowanych (m.in.) pod egidą FIAP, zdobywając wiele akceptacji, medali, nagród, wyróżnień, dyplomów, listów gratulacyjnych. W 1961 roku został przyjęty w poczet członków rzeczywistych Okręgu Gdańskiego Związku Polskich Artystów Fotografików, w którym od 1976 roku do 1981 pełnił funkcję prezesa Zarządu OG ZPAF. W 2000 roku został przyjęty w poczet członków Fotoklubu Rzeczypospolitej Polskiej Stowarzyszenia Twórców (legitymacja nr 139). 
Pokłosiem udziału w Międzynarodowych Salonach Fotograficznych (pod patronatem FIAP) było przyznanie Januszowi Bałanda-Rydzewskiemu tytułu honorowego Artiste FIAP (AFIAP) – tytułu nadanego przez Międzynarodową Federację Sztuki Fotograficznej FIAP, obecnie z siedzibą w Luksemburgu.  
Janusz Bałanda-Rydzewski zmarł po ciężkiej chorobie w dniu 17 marca 2014 w Gdańsku, nabożeństwo żałobne odbyło się 25 marca w kościele św. Brygidy w Gdańsku, pochowany na Cmentarzu Komunalnym w Sopocie, przy ulicy Malczewskiego (kwatera C1-3-4). Jego fotografie znajdują się (między innymi) w zbiorach Europejskiego Centrum Solidarności w Gdańsku oraz w Archiwum Fotografii Ośrodka KARTA.

## Odznaczenia
- Krzyż Kawalerski Orderu Odrodzenia Polski
- Srebrny Krzyż Zasługi
- Odznaka honorowa „Zasłużony Pracownik Morza”
- Odznaka „Zasłużony Działacz Kultury”

Źródło